# Alstom EMU250
Alstom EMU250 або Новий Пендоліно — клас високошвидкісних потягів із кузовом, що нахиляється, побудованих компанією Alstom Ferroviaria (Fiat Ferroviaria) для Trenitalia та Cisalpino. 
Є похідним від моделі, розробленої для китайського оператора Changchun Railway Company, а згодом розробленої для інших залізничних компаній, за бажанням з використанням технології змінної ваги, яка характеризує цю серію поїздів.

## Огляд
Назва Пендоліно використовується для ідентифікації серії високошвидкісних потягів із кузовом, що нахиляється, вироблених в Італії. Своєю назвою (італійською мовою pendolino може означати «маленький маятник») ці потяги завдячують механізму, що дозволяє їм нахилятися під час повороту. 
Максимальний кут нахилу в 8 градусів дозволяє поїздам розвивати швидкість на 35% вище, ніж у звичайних поїздів, залишаючись при цьому комфортною для пасажирів. 
Розроблені компанією Alstom Ferroviaria, яка успадкувала технологію нахилу (що містить технологію британського Advanced Passenger Train) після придбання колишнього виробника Fiat Ferroviaria, вони будуються на заводі Alstom у Савільяно, заводів у П’ємонті, а також у Сесто-Сан-Джованні поблизу Мілана (який постачатиме тягові перетворювачі).
Pendolino вперше почав експлуатуватися в Італії в 1988 році з моделлю ETR 450, а потім FS Class ETR 460, FS Class ETR 470 і FS Class ETR 480. 
Нове покоління моделей було запущено у 2006 році з ETR 600 для Trenitalia та ETR 610 / RABe 503 для «Cisalpino», залізничної компанії, яка керувала поїздами між Швейцарією та Італією. 
Виробник «Alstom» позначив їх як «New Pendolino».

### ETR 600-610 (Італія) / RABe 503 (Швейцарія)

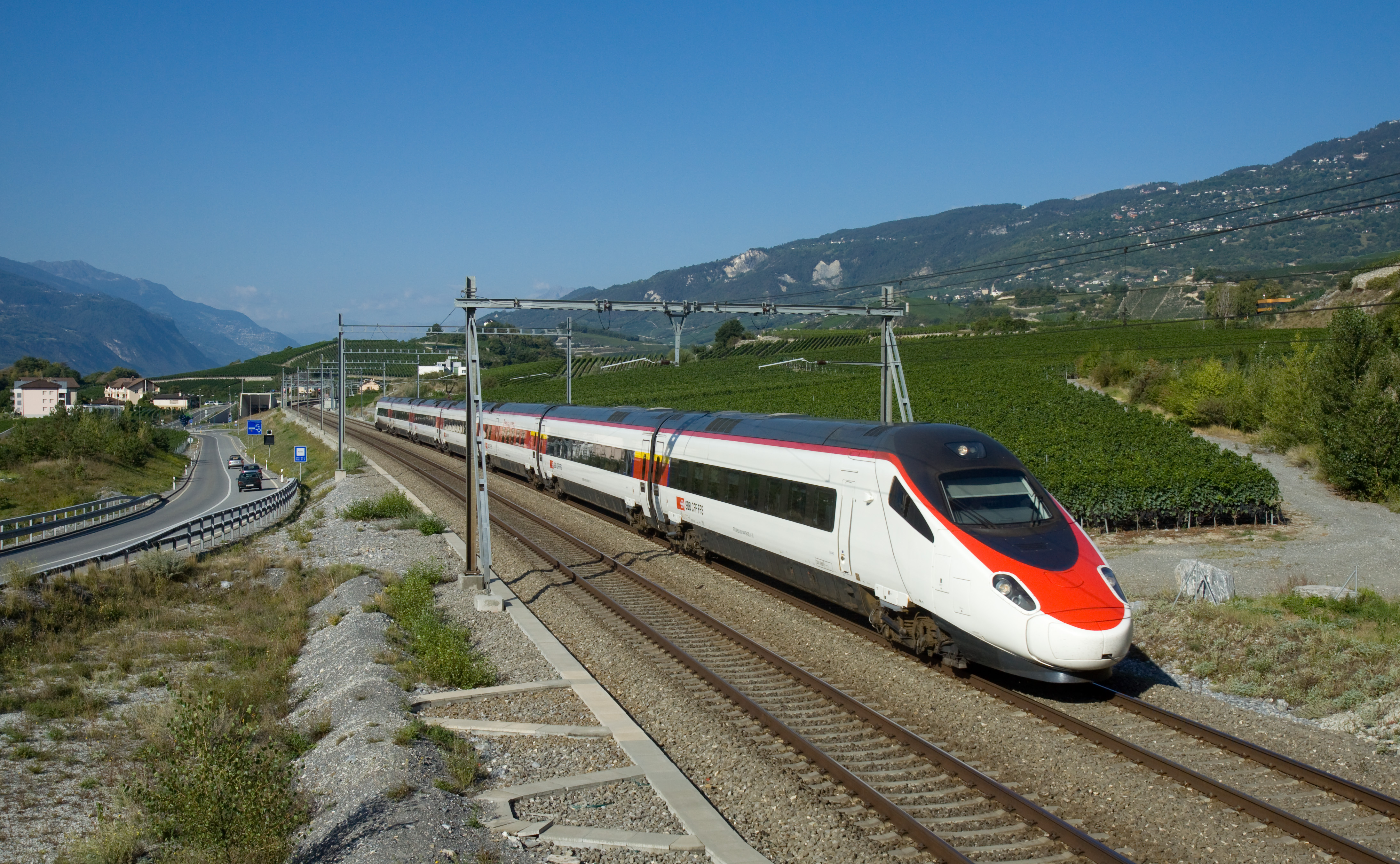
An SBB ETR 610 in Вале

ETR 610 / RABe 503 (також відомий як «Cisalpino Due», оскільки це був другий клас високошвидкісних потягів із кузовом, що нахиляється, що використовувався «Cisalpino») головним чином відрізняється від ETR 600 тим, що ETR 610 / RABe 503 підтримує системи напруги та сигналізації використовується у Швейцарії та Німеччині. 
Тому потребувало значно важчі бортові трансформатори тягової енергії, необхідних у результаті нижчої частоти тягової мережі 16,7 Гц, що використовується у Швейцарії та Німеччині, порівняно з тими, які потрібні для тягових джерел живлення змінного струму 25 кВ 50 Гц. 
Інноваційні функції стосуються дизайну інтер'єру та екстер'єру та покращеного комфорту та послуг для пасажирів. 
Крім того, були збільшені деякі важливі технічні характеристики, такі як потужність тягового агрегату і рівень резервування компонентів і обладнання, щоб підвищити надійність. 
Нові поїзди будуть виготовлені у повній відповідності до нових правил, що регулюють сумісність (наприклад, пасивний захист у разі зіткнення). 
Поїзд курсує за міжнародними маршрутами зі Швейцарії до Італії та, починаючи зі зміни розкладу в грудні 2017 року, здійснює одну щоденну поїздку зі станції Франкфурт-Головний до Мілан-Центральний через Готтардський базисний тунель і назад через Сімплонський тунель і Лечберзький базисний тунель до Франкфурта. 

### ED250 (Польща)

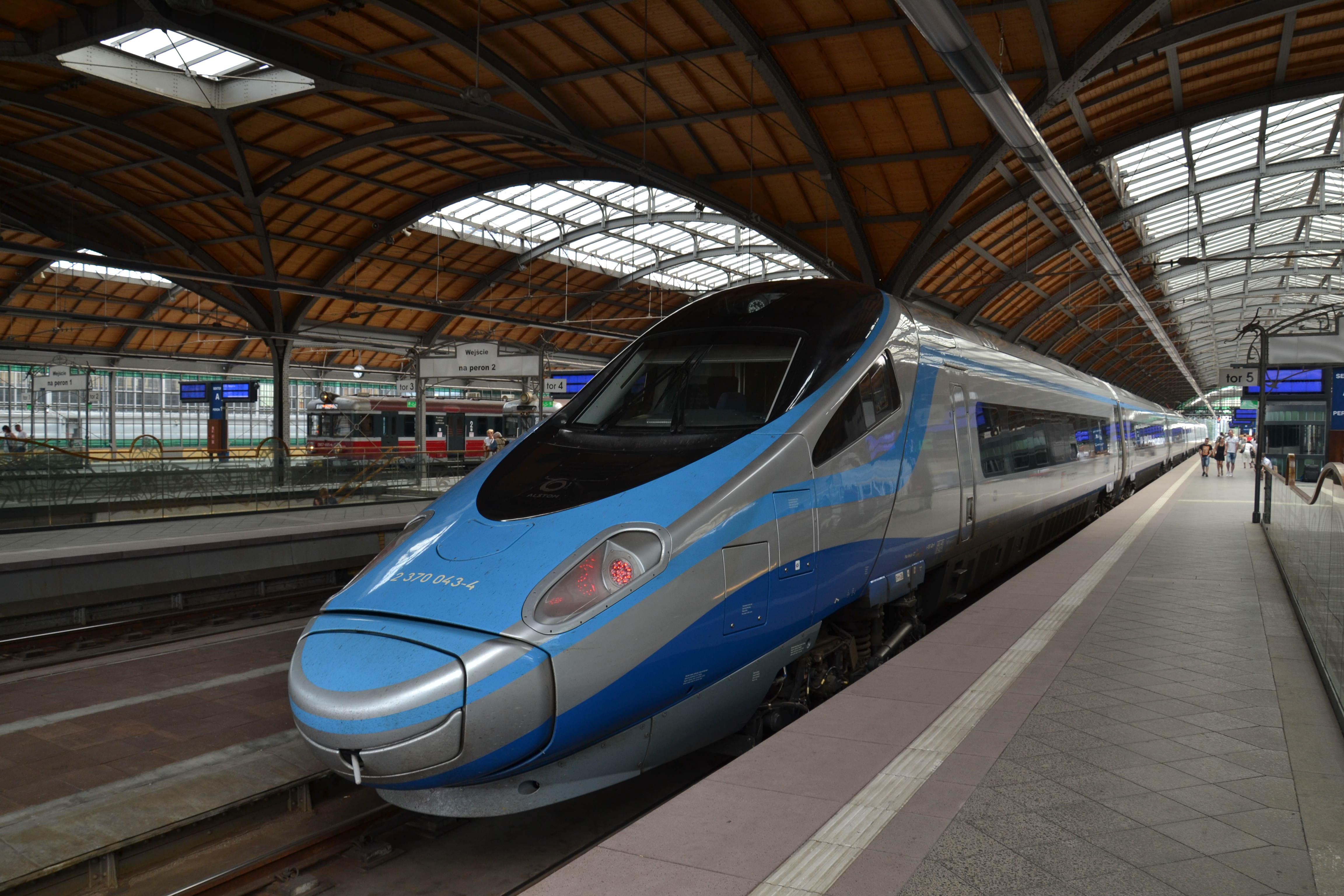
ED250 на станції Вроцлав-Головний

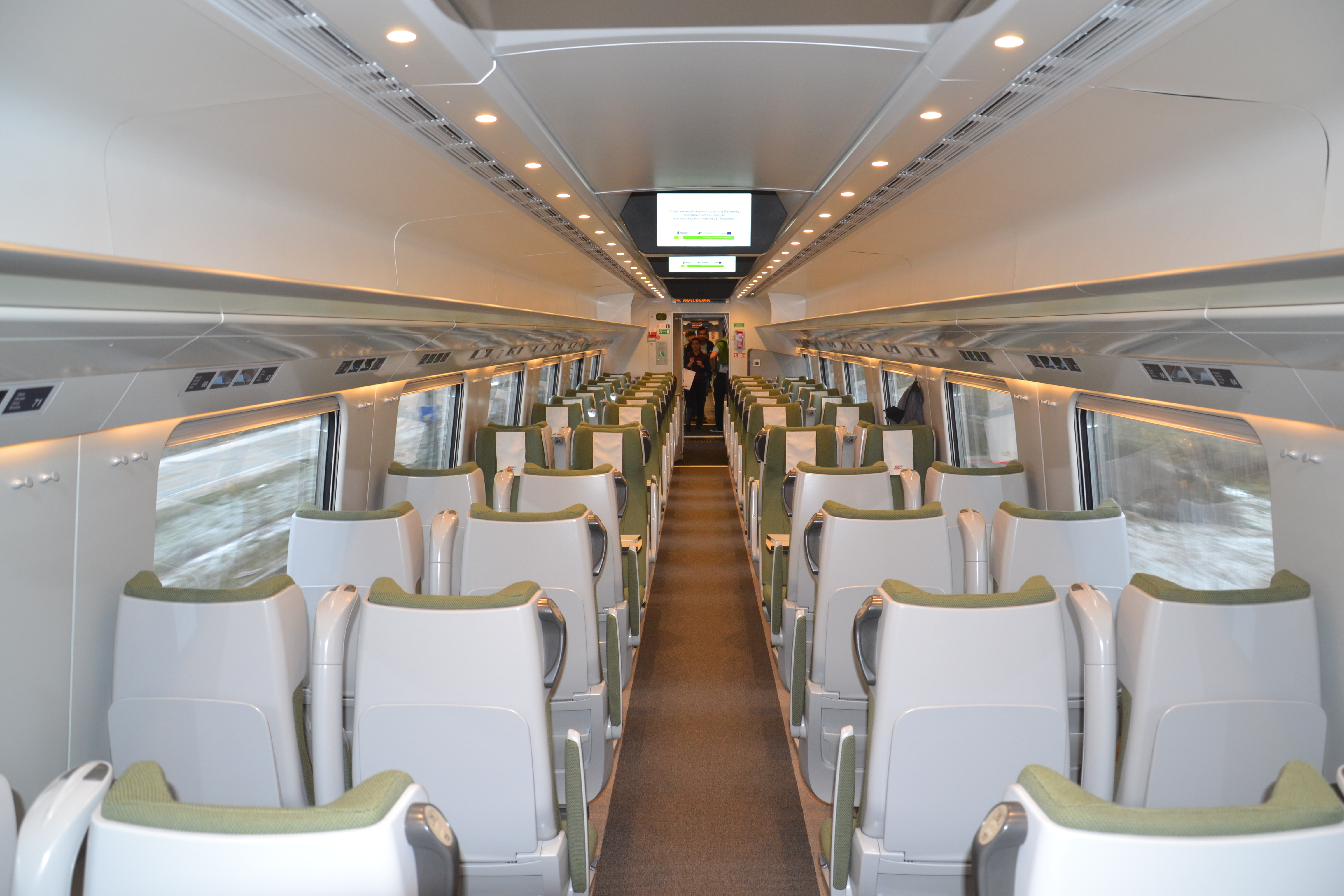
Інтер'єр другого класу PKP ED250

30 травня 2011 року польські державні залізниці PKP підписали угоду з Alstom на постачання 20 Pendolino ETR 610 у 2014 році. 

Перший Pendolino було доставлено 12 серпня 2013 року. 

Нові поїзди під назвою Pendolino ED250 працюють на маршруті з Гдині до Варшави, на високошвидкісній центральній залізничній лінії CMK з Кракова/ Катовиці до Варшави та з Вроцлава до Варшави. 

Польські поїзди «Pendolino» не мають механізму нахилу, що позбавляє їх головної переваги — швидшого проходження кривих.
Випробування високої швидкості з використанням нового Pendolino ED250 на центральній залізничній лінії CMK почалися в листопаді 2013 року. 
У перший день випробувань, 16 листопада, Pendolino досяг 242 км/год. 
 
17 листопада 2013 року було встановлено новий рекорд швидкості для польських залізниць, коли Pendolino ED250 досяг швидкості 291 км/год, 

побивши 19-річний рекорд у 250,1 км/год). 
24 листопада 2013 року в останній день випробувань на центральній залізничній лінії CMK Pendolino досяг 293 км/год. 

Контракт між польським оператором PKP Intercity і Alstom передбачав постачання перших восьми поїздів Pendolino ED250 6 травня 2014 року, випробуваних для роботи на швидкості 250 км/год з використанням сигналізації ETCS L2 . 
Випробування не були проведені до травня, і PKP оголосила, що Alstom не виконав умов контракту, і з 6 травня буде стягнуто штрафи. 

Alstom відповів, що омологація в Польщі на 250 км/год з використанням ETCS рівня 2 було неможливо, оскільки ETCS рівня 2 не працювала ніде в Польщі, а центральна залізнична лінія (Польща) де перший ED250 Pendolino досяг 293 км/год під час тестування, був оснащений ETCS рівня 1, а не рівня 2. 

26 червня 2014 року між PKP та Alstom було досягнуто компромісу, згідно з яким Pendolino будуть доставлені проходить двоетапну омологацію, спочатку омологовану для роботи з використанням ETCS рівня 1, а згодом омологовану для ETCS рівня 2. 
Були висловлені надії, що можуть розпочати експлуатацію Pendolinos до 14 грудня 2014 року. 

Згідно з розкладом 2020/21, ED250 працює із запланованою швидкістю до 200 км/год на окремих дистанціях маршрутів Варшава – Гдиня та Центральної залізничної лінії. 

У 2020 році один поїзд таки зійшов з рейок у Німеччині під час випробування приладів. 

### Avant S-114 (Іспанія)

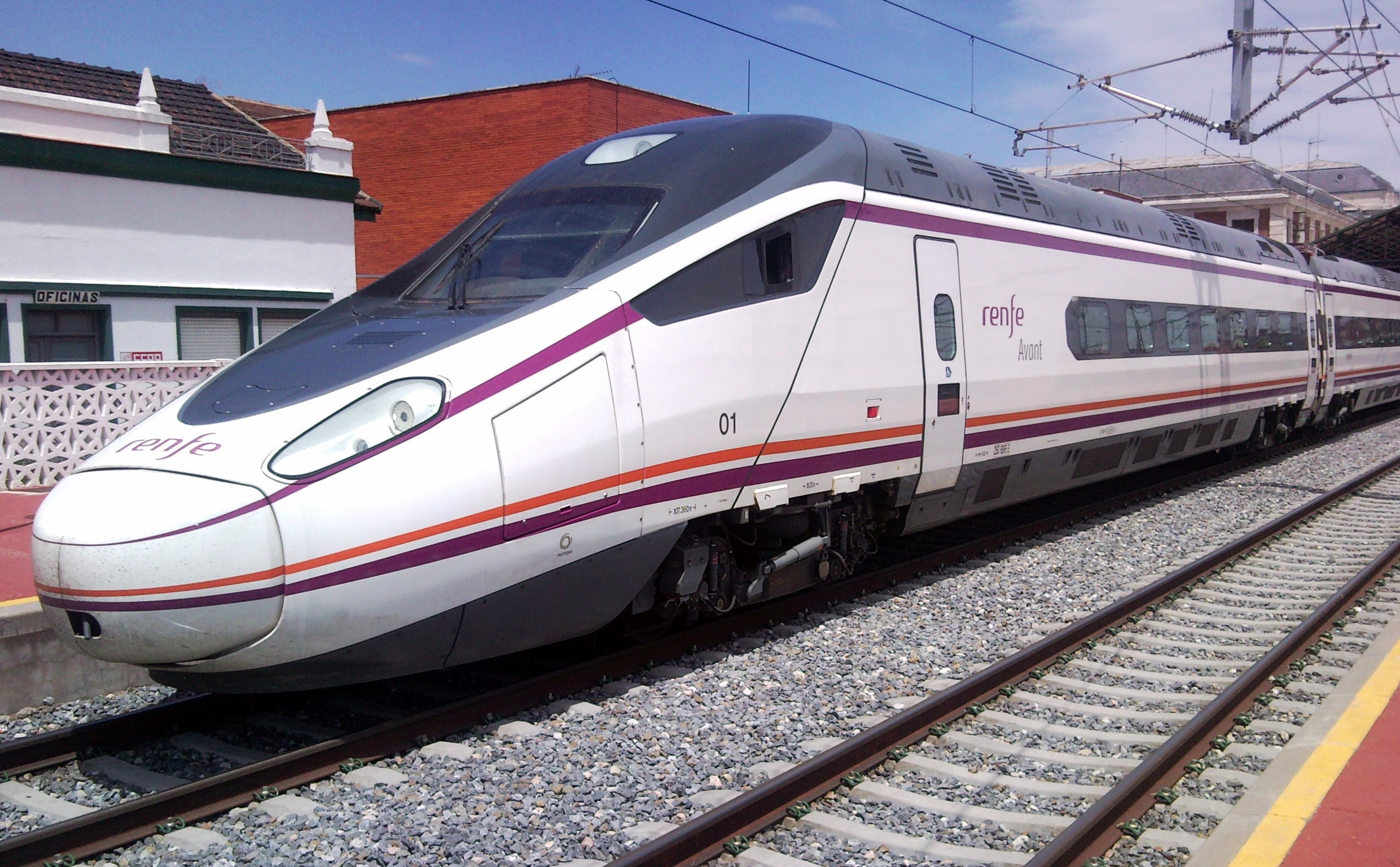
Поїзд Renfe Avant S-114 у Вальядолід-Кампо-Гранді

Avant S-114 — це чотиривагонний варіант дизайну New Pendolino, який, як і польська версія, не оснащений механізмами нахилу.
Тринадцять складів зараз використовуються на високошвидкісних маршрутах між Мадридом, Сеговією та Вальядолідом на високошвидкісній лінії. 

### ETR 675 (Італія)

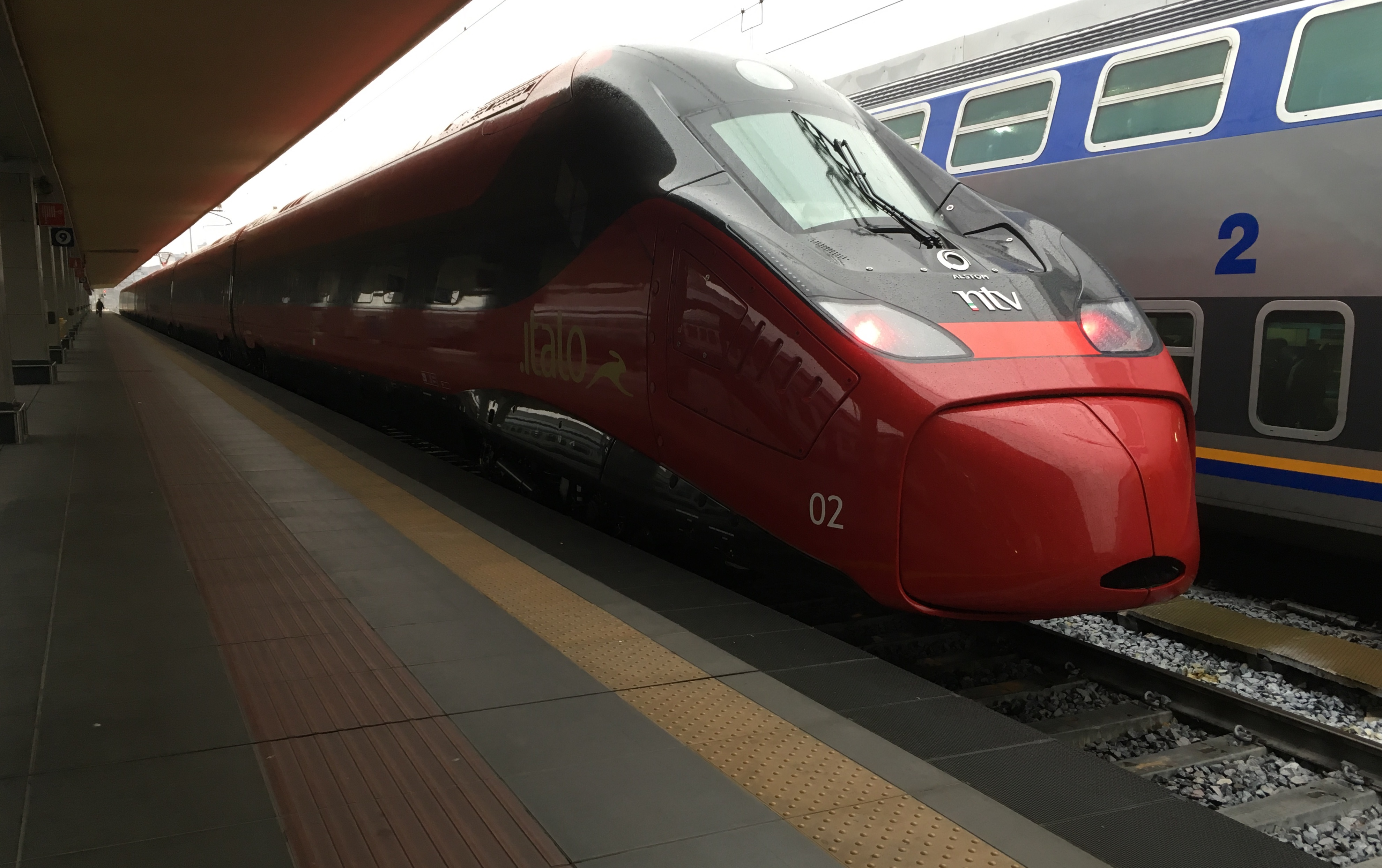
ETR 675 NTV на залізничній станції Торино-Порта-Нуова

Новий Pendolino EVO ETR.675 від НТВ є частиною серії Avelia від Alstom, яке також включає інші конвої, що розповсюджуються в різних країнах Європи.
Pendolino ETR.675, як і той PKP, не оснащений змінним положенням. 
Однак назва Pendolino, очевидно, залишається як бренд для поїздів, які можуть бути структуровані як з коливанням, так і без нього.

### CRH5A (Китай)
China Railway High-speed (CRH) придбала в Alstom технології для складання 60 наборів високошвидкісних поїздів EMU, які отримали назву CRH5 і засновані на нових поїздах Pendolino. China Railway CRH5 — поїзди, із кузовом, що не нахиляється. 

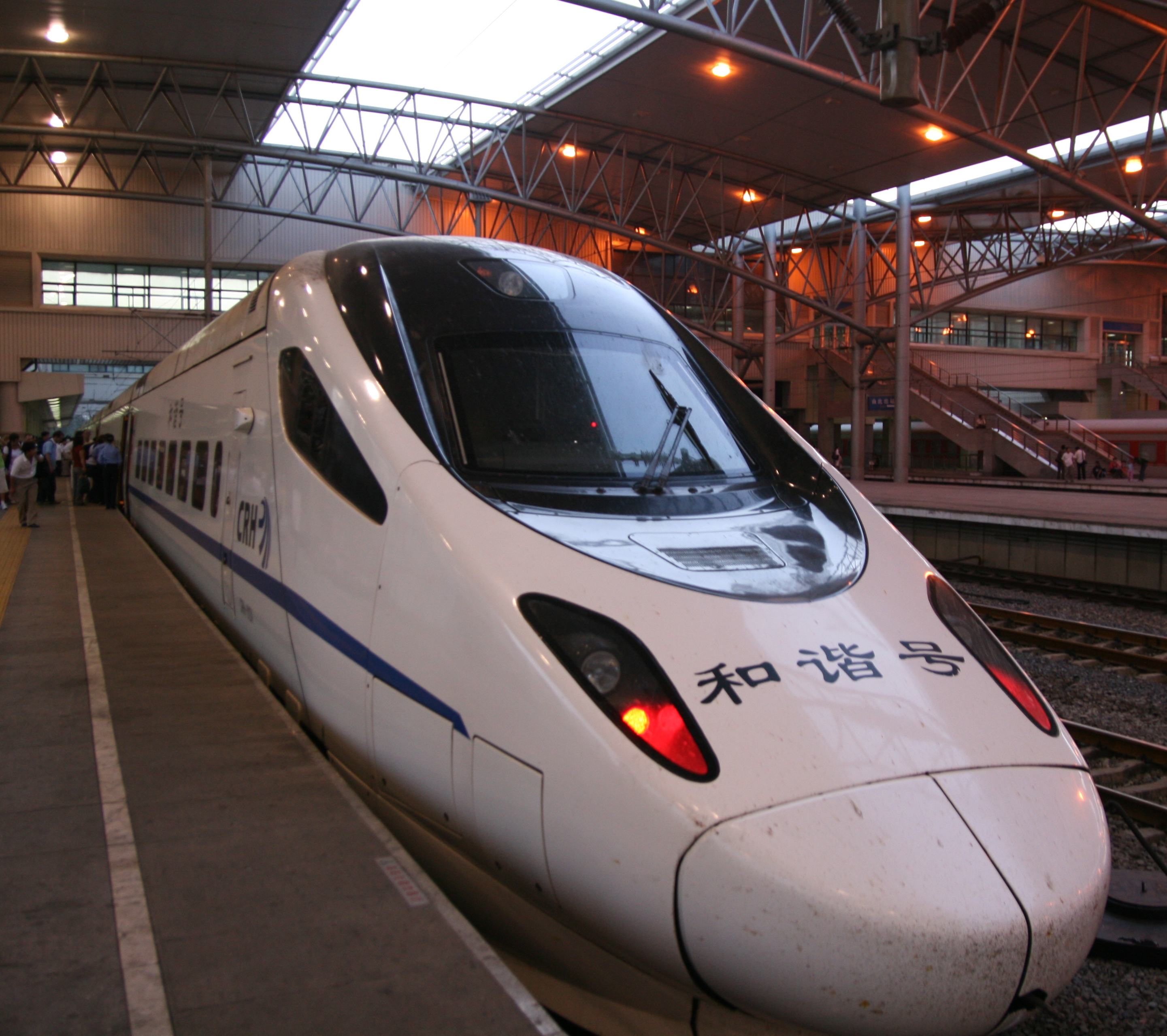
CRH5A в Шеньяні, Ляонін, Китай

30 додаткових потягів було замовлено у 2009 році і 20 додаткових потягів було замовлено у 2010 році для комплектації поточного рухомого складу, що працює на північній і східній лініях Китаю. 

## Технічні характеристики
Потяги мають характеристики:
- Сім вагонів, 4 моторні і 3 безмоторні
- Колія: 1435 мм
- Напруга:
  - ETR 600 (Trenitalia): 3 кВ постійного струму – 25 кВ змінного струму
  - ETR 610 (Trenitalia та Швейцарська федеральна залізниця): 3 кВ постійного струму – 25 кВ змінного струму – 15 кВ (16,7 Гц) змінного струму
- Довжина автобуса: 26,2 м (загальна довжина 28,2 м)
- Загальна довжина: 187,4 м
- Ширина: 2,83 м
- Максимальне навантаження на вісь: 16,5 т (з пасажирами)
- Вага: 387 т
- Загальна маса при нормальному навантаженні (з сидячими пасажирами): 421 т
- Максимальна швидкість: 250 км/год
- Загальна встановлена потужність: 5500 кВт
- Кількість місць: 430 +2 для людей на інвалідних візках
- Система управління нахилом: електрогідравлічна
- Система HVAC з вбудованим резервуванням

Новий Pendolino оснащений системою сигналізації рівня 2 European Train Control System (ETCS) і SCMT, тоді як поїзди, вироблені для Швейцарської федеральної залізниці (ETR 610), матимуть системи ETCS, SCMT, ZUB, LZB і Integra-Signum.